# Jonathan Spector
Jonathan Michael Paul Spector (Arlington Heights, Illinois, 1 de marzo de 1986) es un futbolista estadounidense. Juega de mediocampista o defensor. Actualmente se encuentra en el Hibernian de la Scottish Premiership.
Es nieto del que fuera el primer jugador de baloncesto en fichar por los Boston Celtics, Art Spector.[cita requerida]

## Trayectoria

### Manchester United
Spector se unió a la academia del Manchester United a sus 16 años en febrero de 2003, en un acuerdo que lo mantendría en el club por cuatro años. El primer partido de Spector con el primer equipo tuvo lugar en su nativo Illinois, en un amistoso que jugó el Manchester United contra el Bayern de Múnich en el Soldier Field de Chicago. Su debut en competiciones oficiales vino el 25 de agosto de 2004, en la victoria del United 3-0 sobre el Dinamo Bucarest por la fase clasificatoria de la Liga de Campeones. Días después, el 28 de agosto, fue titular en su debut en la Premier League en el empate 1-1 contra el Blackburn Rovers. Pese a haber impresionado a Alex Ferguson, Spector regresó a la banca y terminó jugando sólo ocho partidos competitivos con el club esa temporada, en gran parte debido al regreso de lesión de los defensores regulares Rio Ferdinand y Wes Brown. No obstante, Ferguson decidió no enviar al joven Spector a otro equipo ya que aún tenía planes para él. Desafortunadamente para Spector, una serie de lesiones lo mantuvieron fuera de la cancha y sin posibilidad de ser transferido a otro club hasta el final de la temporada 2005-2006, cuando fue enviado al Charlton Athletic de la segunda división para que pueda obtener más experiencia.

### Charlton Athletic
Spector pasó a préstamo al Charlton Athletic el 11 de julio de 2005 por toda la temporada 2005-06. Spector terminó la temporada con el Charlton jugando 20 partidos antes de regresar al United.

### West Ham United
Tras regresar de su temporada con el Charlton, el West Ham United fichó a Spector en junio de 2006 por € 725.000, terminando así su relación con el Manchester United. Spector debutó con el club londinense el 28 de septiembre de 2006, en la derrota 3-0 contra el Palermo por la fase clasificatoria de la Copa UEFA, partido que terminó eliminando a los ingleses de la competición. Luego de jugar en forma regular durante su primera temporada, debido a una serie de lesiones y malas rachas Spector terminó siendo relegado a la banca. Tras mostrar un regreso a su forma habitual en la temporada 2009-10, Spector regresó al primer equipo, pero poco a poco fue siendo movido de posición al mediocampo.

### Birmingham City
El 2 de agosto de 2011, un par de meses después de haber descendido con el West Ham, el Birmingham City, también de la Football League Championship, fichó a Spector por dos años.
Una vez terminado su contrato en junio de 2013, Spector aceptó extender con el club de Birmingham pese a haber despertado el interés de clubes de la Premier League, con la intención de obtener más minutos de juego en la temporada 2013/14. Dejó el Birmingham en el año 2017, por mutuo acuerdo con el club.

### Orlando City
Fichó por el Orlando City de la Major League Soccer el 24 de enero de 2017. Debutó en la MLS el 5 de marzo en la victoria 1-0 al New York City por la primera jornada de la MLS 2017.
Fue nombrado capitán del equipo para la temporada 2018, en reemplazo de Kaka. Luego de un 2018 lleno de lesiones para el jugador, el club anunció declinar su opción de contrato al término del año.

### Hibernian
En marzo de 2019 firmó con el Hibernian de Escocia hasta final de temporada.

## Con la Selección de Estados Unidos
Spector fue parte de las selecciones juveniles sub-17 y sub-20 antes de debutar con la selección mayor. En el año 2003 fue parte de la selección estadounidense que jugó el Mundial Sub-17, y dos años más tarde representó a su país en la Copa Mundial Sub-20 en los Países Bajos.
Su debut con la selección absoluta vino el 17 de noviembre de 2004, en un partido de la fase clasificatoria a la Copa del Mundo de 2006. Luego de lesionarse en un partido con su club en abril de 2006, las aspiraciones de Spector de jugar en la Copa del Mundo 2006 se derrumbaron. Volvió a jugar un torneo internacional en 2007, cuando Estados Unidos ganó la Copa de Oro de la Concacaf, lesionándose en la victoria 2-1 en la final contra México.

### Participaciones en Copas del Mundo
| Mundial                        | Sede      | Resultado        |
| ------------------------------ | --------- | ---------------- |
| Copa Mundial de Fútbol de 2010 | Sudáfrica | Octavos de final |

## Clubes
| Club              | País           | Año       |
| ----------------- | -------------- | --------- |
| Manchester United | Inglaterra     | 2003−2005 |
| Charlton Athletic | Inglaterra     | 2005−2006 |
| West Ham United   | Inglaterra     | 2006−2011 |
| Birmingham City   | Inglaterra     | 2011−2017 |
| Orlando City      | Estados Unidos | 2017−2018 |
| Hibernian         | Escocia        | 2019-     |

## Estadísticas
Actualizado el 15 de junio de 2017
| Manchester United Inglaterra |                              |               |     |   |    |   |    |    |     |   |
| Premier League | 2004/05                      | 3             | 0   | 2 | 0  | 3 | 0  | 8  | 0   |   |
| Total club | Total club                   | 3             | 0   | 2 | 0  | 2 | 0  | 8  | 0   |   |
| Charlton Athletic (a préstamo) Inglaterra |                              |               |     |   |    |   |    |    |     |   |
| Premier League | 2005/06                      | 20            | 0   | 4 | 0  | - | -  | 24 | 0   |   |
| Total club | Total club                   | 20            | 0   | 4 | 0  | - | -  | 24 | 0   |   |
| West Ham United Inglaterra | Premier League               | 2006/07       | 25  | 0 | 2  | 0 | 1  | 0  | 28  | 0 |
| West Ham United Inglaterra | Premier League               | 2007/08       | 26  | 0 | 2  | 0 | -  | -  | 28  | 0 |
| West Ham United Inglaterra | Premier League               | 2008/09       | 9   | 0 | 0  | 0 | -  | -  | 9   | 0 |
| West Ham United Inglaterra | Premier League               | 2009/10       | 27  | 0 | 2  | 0 | -  | -  | 29  | 0 |
| West Ham United Inglaterra | Premier League               | 2010/11       | 14  | 1 | 7  | 3 | -  | -  | 21  | 4 |
| West Ham United Inglaterra | Total club                   | Total club    | 101 | 1 | 13 | 3 | 1  | 0  | 115 | 4 |
| Birmingham City Inglaterra | Football League Championship | 2011/12       | 31  | 0 | 6  | 0 | 10 | 0  | 47  | 0 |
| Birmingham City Inglaterra | Football League Championship | 2012/13       | 29  | 0 | 1  | 1 | -  | -  | 30  | 1 |
| Birmingham City Inglaterra | Football League Championship | 2013/14       | 22  | 0 | 2  | 0 | -  | -  | 24  | 0 |
| Birmingham City Inglaterra | Football League Championship | 2014/15       | 24  | 0 | 2  | 0 | -  | -  | 26  | 0 |
| Birmingham City Inglaterra | Football League Championship | 2015/16       | 25  | 0 | 4  | 0 | -  | -  | 29  | 0 |
| Birmingham City Inglaterra | Football League Championship | 2016/17       | 22  | 0 | 1  | 0 | -  | -  | 23  | 0 |
| Birmingham City Inglaterra | Total club                   | Total club    | 153 | 0 | 16 | 1 | 10 | 0  | 179 | 1 |
| Orlando City Soccer Club Estados Unidos | Major League Soccer          | 2017          | 25  | 1 | 1  | 0 | -  | -  | 26  | 1 |
| Orlando City Soccer Club Estados Unidos | Major League Soccer          | 2018          | 13  | 0 | 2  | 0 | -  | -  | 15  | 0 |
| Orlando City Soccer Club Estados Unidos | Total club                   | Total club    | 38  | 1 | 3  | 0 | 0  | 0  | 41  | 1 |
| Total carrera | Total carrera                | Total carrera | 315 | 2 | 38 | 4 | 14 | 0  | 367 | 6 |
| (1)Incluye datos de la FA Cup (2004/05, 2005/06, 2006/07, 2007/08, 2010/11, 2011/12, 2013/14, 2014/15, 2015/16, 2016/17); la Copa de la Liga de Inglaterra (2007/08, 2009/10, 2010/11, 2012/13, 2013/14, 2014/15, 2015/16, 2016/17); el Community Shield (2004/05); el Open Cup (2017, 2018) (2)Incluye datos de la Liga de Campeones de la UEFA (2004/05); Copa UEFA (2006/07); UEFA Europa League (2011/12) |                              |               |     |   |    |   |    |    |     |   |